# حسابداری
حسابداری اندازه‌گیری، ثبت، پردازش، تجزیه و تحلیل اطلاعات نهادهای اقتصادی مانند دولت‌ها، مشاغل و شرکت‌ها است. حسابداری که به آن «زبان تجارت و اقتصاد» گفته می‌شود، نتایج فعالیت‌های اقتصادی یک سازمان را اندازه‌گیری و ارزیابی می‌کند و این اطلاعات را در قالب گزارش‌ها و تحلیل‌ها، به کاربران مختلفی از جمله سرمایه گذاران، بستانکاران، مدیریت و تنظیم کنندگان منتقل می‌کند.
مبحثی در تعریف حسابداری به عنوان علم یا حرفه موضوع بحث است که حسابداری را علم یا حرفه یا توامان علم و حرفه برمی‌شمارد.
به‌طور خلاصه می‌توان حسابداری را زیر شاخه ای از علم اقتصاد دانست. چنانچه اقتصاد را در کلیت علم بهره‌برداری حداکثری از منابع حداقلی عنوان کرد حسابداری فرایند محاسبه سود فعالیت، محاسبه منابع یا منافع ورودی و خروجی را در فعالیت‌های انفرادی، مشارکتی یا دولتی میسر می‌کند.
اصطلاحات «حسابداری» و «گزارشگری مالی» اغلب به عنوان مترادف استفاده می‌شوند.
حسابداری را می‌توان به چندین زمینه از جمله حسابداری مالی، حسابداری مدیریت، حسابرسی خارجی، حسابداری مالیاتی و حسابداری هزینه تقسیم کرد. سیستم‌های اطلاعات حسابداری برای پشتیبانی از عملکردهای حسابداری و فعالیت‌های مرتبط طراحی شده‌اند. حسابداری مالی بر گزارش اطلاعات مالی سازمان، از جمله تهیه صورتهای مالی، به کاربران خارجی اطلاعات، مانند سرمایه گذاران، تنظیم کنندگان و تأمین کنندگان متمرکز است. و حسابداری مدیریت بر اندازه‌گیری، تجزیه و تحلیل و گزارش اطلاعات برای استفاده داخلی توسط مدیریت متمرکز است. ثبت معاملات مالی، به منظور اینکه خلاصه‌ای از منابع مالی در گزارش‌های مالی ارائه شود، به عنوان دفترداری شناخته می‌شود، که سیستم دفترداری دوبل رایج‌ترین سیستم آن است.
نگهداری در اشکال و سطوح مختلف پیچیدگی در طول تاریخ بشر وجود داشته است. سیستم حسابداری دوبل که امروزه در اروپا استفاده می‌شود، به ویژه در ونیز، توسعه یافته است و معمولاً به ریاضیدان ایتالیایی و روحانی فرانسوی، لوکا پاچیولی نسبت داده می‌شود. امروزه حسابداری توسط سازمانهای حسابداری مانند تنظیم کنندگان استاندارد، شرکت‌های حسابداری و نهادهای حرفه‌ای تسهیل می‌شود. صورتهای مالی معمولاً توسط موسسات حسابداری حسابرسی می‌شود و مطابق با اصول پذیرفته شده حسابداری (GAAP) تهیه می‌شود. GAAP توسط سازمانهای مختلف تنظیم کننده استاندارد مانند هیئت استانداردهای حسابداری مالی (FASB) در ایالات متحده و شورای گزارشگری مالی در انگلستان تنظیم شده است. از سال ۲۰۱۲، «همه اقتصادهای بزرگ» برنامه‌هایی برای همگرایی یا پذیرش استانداردهای بین‌المللی گزارشگری مالی (IFRS) دارند.

## تاریخچه

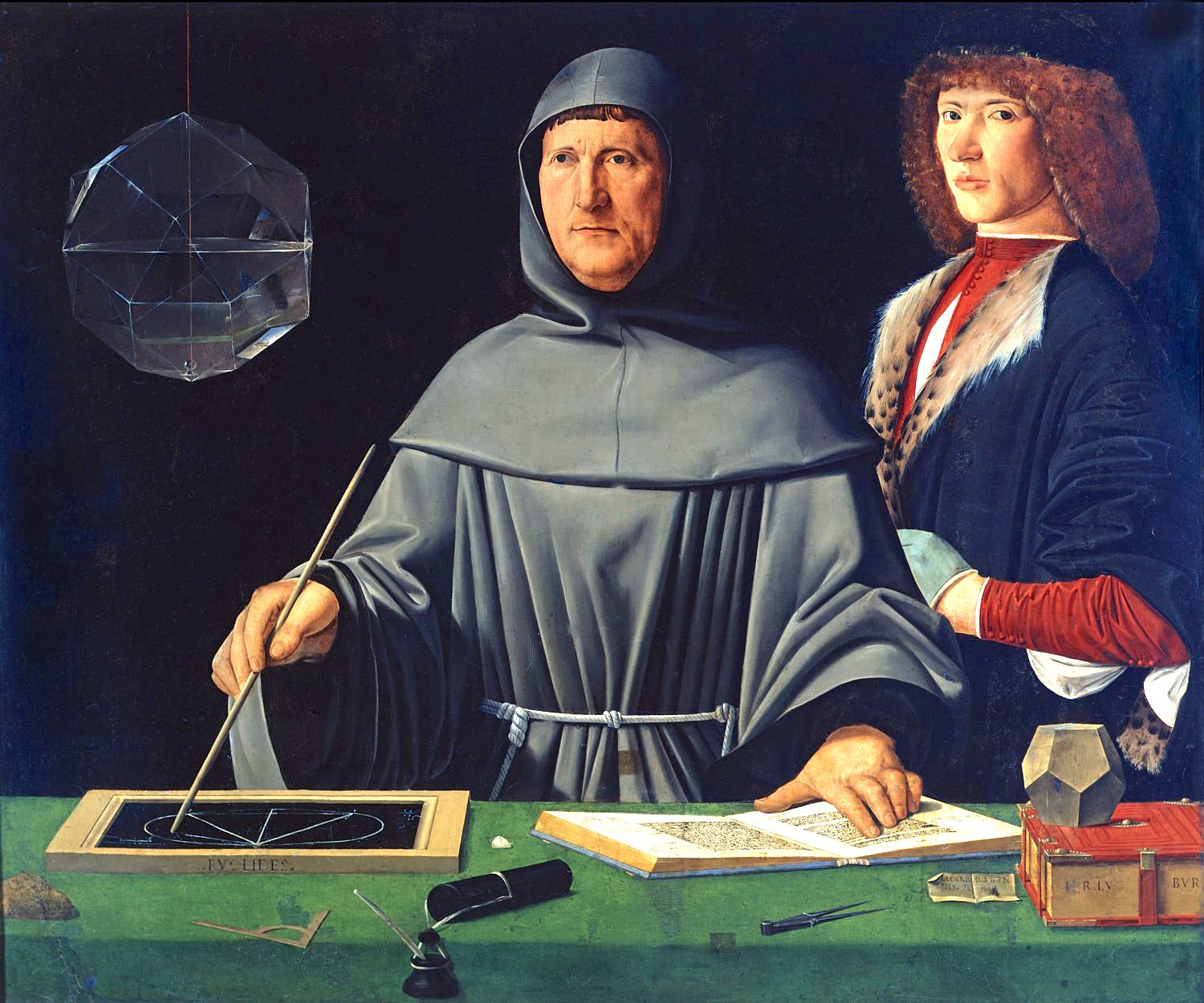
پرترۀ لوکا پاچیولی، نقاشی Jacopo de 'Barbari, 1495, (Museo di Capodimonte).

قدمت حسابداری هزاران سال است و می‌توان آن را در تمدن‌های باستان جستجو کرد. توسعه اولیه حسابداری به بین‌النهرین باستان برمی گردد و ارتباط تنگاتنگی با تحولات نوشتن، شمارش و پول دارد. همچنین شواهدی از اشکال اولیۀ دفترداری در ایران باستان و سیستم‌های حسابرسی اولیه توسط مصریان باستان و بابلی‌ها وجود دارد. در زمان امپراتور آگوستوس، دولت روم به اطلاعات دقیق مالی دسترسی داشت.

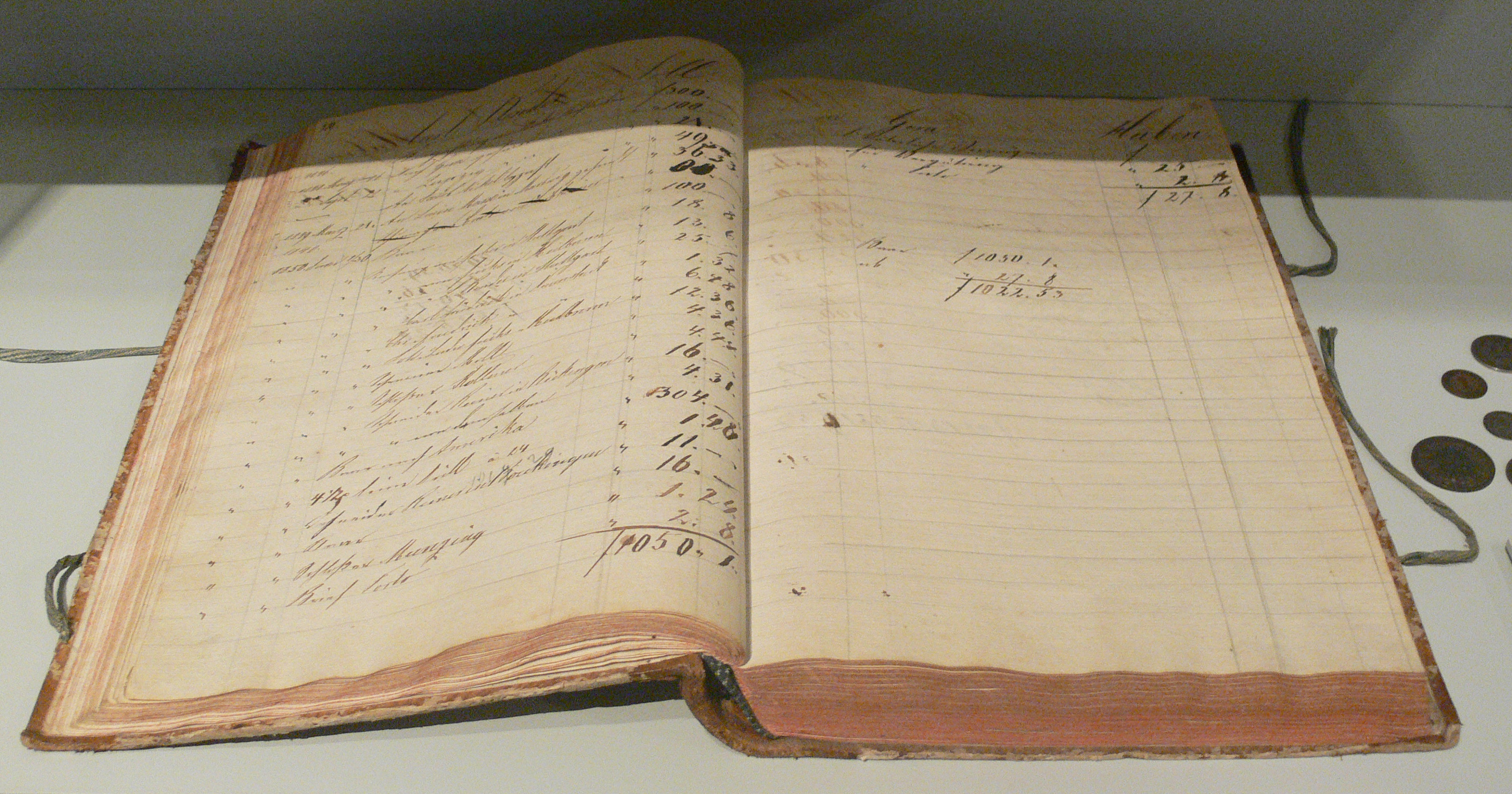
حسابداری اولیه: دفتر کل قرن نوزدهم.

دفترداری دوطرفه در جامعه یهودیان خاورمیانه در اوایل قرون وسطی آغاز شد و در اروپای قرون وسطی بیشتر اصلاح شد. با توسعه شرکت‌های سهامی، حسابداری به حسابداری مالی و حسابداری مدیریت تقسیم می‌شود.
اولین اثر منتشر شده در مورد سیستم دفترداری دوطرفه Summa de arithmetica بود که در سال ۱۴۹۴ توسط لوکا پاچیولی ("پدر حسابداری") در ایتالیا منتشر شد. حسابداری در قرن نوزدهم شروع به تبدیل شدن به یک حرفۀ سازمان‌یافته کرد، و نهادهای حرفه‌ای محلی در انگلیس با هم ادغام شدند و مؤسسۀ حسابداران رسمی را در انگلیس و ولز در سال ۱۸۸۰ تشکیل دادند. تاریخچۀ حسابداری در ایران را می‌توان به پیش و پس از اسلام، دورۀ قاجار و مشروطه و دهۀ ۴۰ تاکنون اشاره کرد.

## مفروض‌های حسابداری
مفروضات حسابداری بیانگر چگونگی سازماندهی و فعالیت یک کسب‌وکار است. فرضیات اصلی ساختار چگونگی ثبت معاملات تجاری را ارائه می‌دهند.
فرض دورۀ مالی: به دوره‌های کوتاه مدت و حداکثر یک ساله برای تعیین سود و زیان یک کسب‌وکار گفته می‌شود.
فرض تفکیک شخصیت: با این فرض حسابداری، هر واحد اقتصادی یک شخصیت حقوقی فرض می‌شود که می‌تواند بدهی، هزینه و درآمد داشته باشد و تعهداتی به واحدهای مالیاتی دارد.
فرض تداوم فعالیت: این فرض به معنای تداوم فعالیت مؤسسه در آینده قابل پیش‌بینی برای اجرای عملیات، قراردادها و ایفای تعهدهاست.
فرض واحد اندازه‌گیری: در حسابداری کلیۀ معاملات با مقیاس پول در دفاتر و گزارشات منعکس می‌شود.
فرض تعهدی: با این فرض بدون توجه به زمان پرداخت و دریافت وجه نقد، تمام هزینه‌ها به محض تحمیل و درآمدها به محض تحقق شناسایی و ثبت می‌شوند.
انجمن حسابداران آمریکا درسالهای ۱۹۶۲و ۱۹۶۱ کمیته ایی را تشکیل داد. تا نسبت به تدوین اصول حسابداری و مفروضات بنیادی حسابداری اقدام نمایند. نتیجه دو گزارش شاهکار ماندگار موریس مونیتزMaurice Moonitz سی و نهمین عضو تالار مشاهیر حسابداری شامل دو گزارش مفروضات بنیادی حسابداری۱۹۶۱ و یک مجموعه آزمایشی از اصول کلی حسابداری برای واحدهای تجاری ۱۹۶۲ که به نام‌های ARS NO 1 & 3 که مخفف واژگان Accounting Research Study (ARS) است. و سنگ بنای توسعه حسابداری مدرن تلفی می‌شود. متن فارسی این دو گزارش توسط دکتر محسن ژاله آزاد زنجانی به فارسی ترجمه و از نشر ترمه منتشر و در دسترس علاقمندان حسابداری ایران قرارگرفته است. دو کتاب حاوی اظهارنظر برجسته‌ترین حسابداران آمریکا همچون پول گردی، هربرت میلر، اندرو بار، اسکار گلین، ویلیام دبیلو ورنتز و کارمن جی بلاف روی متن پیشنهادی است.

## مباحث
حسابداری دارای زیرمجموعه‌ها یا زمینه‌های مختلف است، از جمله حسابداری مالی، حسابداری مدیریت، حسابرسی، مالیات و سیستم‌های اطلاعات حسابداری است.

### حسابداری مالی
حسابداری مالی بر گزارش دادن اطلاعات مالی سازمان به کاربران خارجی اطلاعات، مانند سرمایه گذاران، سرمایه گذاران بالقوه و طلبکاران تمرکز دارد. این معاملات تجاری را محاسبه و ثبت می‌کند و صورتهای مالی را برای کاربران خارجی مطابق با اصول پذیرفته‌شدۀ حسابداری (GAAP) تهیه می‌کند. GAAP، به نوبۀ خود، از توافق گسترده بین نظریه حسابداری و عمل ناشی می‌شود، و با گذشت زمان تغییر می‌کند تا نیازهای تصمیم گیرندگان را تأمین کند.
حسابداری مالی گزارش‌های گذشته‌گرا را تولید می‌کند - به عنوان مثال صورت‌های مالی اغلب شش تا ده ماه پس از پایان دورۀ حسابداری منتشر می‌شود - به صورت سالانه یا سه‌ماهه، به‌طور کلی در مورد کل سازمان.

### حسابداری مدیریت
حسابداری مدیریت بر اندازه‌گیری، تجزیه و تحلیل و گزارش اطلاعات متمرکز است که می‌تواند به مدیران در تصمیم‌گیری برای تحقق اهداف سازمان کمک کند. در حسابداری مدیریت، اقدامات و گزارش‌های داخلی مبتنی بر تجزیه و تحلیل هزینه و سود است و برای پیروی از اصل پذیرفته‌شده حسابداری (GAAP) لازم نیست. در سال 2014 CIMA اصول حسابداری مدیریت جهانی (GMAP) را ایجاد کرد. در نتیجۀ تحقیقات انجام‌شده از ۲۰ کشور در پنج قاره، اصول با هدف راهنمایی بهترین روش‌ها در این رشته صورت گرفته است.
حسابداری مدیریت گزارش‌های گذشته‌گرا را با بازه زمانی تولید می‌کند که بسیار متفاوت هستند، اما گزارش‌های آینده‌گرا مانند بودجه را نیز شامل می‌شود. گزارش‌های حسابداری مدیریت اغلب شامل اطلاعات مالی و غیرمالی هستند و به عنوان مثال ممکن است بر روی محصولات و بخش‌های خاصی تمرکز داشته باشند.

### حسابرسی
حسابرسی، تأیید ادعاهایی است که دیگران در مورد بازپرداخت مطرح کرده‌اند و در متن حسابداری، «بررسی و ارزیابی بی طرفانه صورتهای مالی یک سازمان» است. حسابرسی یک سرویس حرفه‌ای است که منظم و متعارف است.
حسابرسی صورتهای مالی با هدف بیان یا رد نظر مستقل در مورد صورتهای مالی است. حسابرس یک نظر مستقل در مورد انصافی که صورتهای مالی با آن وضعیت مالی، نتایج عملیات و جریان‌های نقدی واحد اقتصادی را ارائه می‌دهد، مطابق با اصل حسابداری قابل قبول (GAAP) و «از همه لحاظ مهم» بیان می‌کند. همچنین یک حسابرس ملزم به شناسایی شرایطی است که اصول حسابداری قابل قبول (GAAP) به‌طور مداوم رعایت نشده است.

### سیستم‌های اطلاعاتی
سیستم اطلاعات حسابداری بخشی از سیستم اطلاعاتی سازمان است که برای پردازش داده‌های حسابداری استفاده می‌شود. بسیاری از شرکت‌ها از سیستم‌های اطلاعاتی مبتنی بر هوش مصنوعی استفاده می‌کنند. صنعت بانکداری و دارایی از هوش مصنوعی در کشف تقلب استفاده می‌کند. صنعت خرده فروشی از AI برای خدمات مشتری استفاده می‌کند. هوش مصنوعی در صنعت امنیت سایبری نیز مورد استفاده قرار می‌گیرد. این شامل سخت‌افزار و سیستم‌های نرم‌افزاری رایانه‌ای با استفاده از آمار و مدل‌سازی است.
بسیاری از روش‌های حسابداری با کمک نرم‌افزارهای مبتنی بر رایانه ساده شده است. سیستم برنامه‌ریزی منابع سازمانی (ERP) معمولاً برای یک سازمان بزرگ مورد استفاده قرار می‌گیرد و یک منبع جامع، متمرکز و یکپارچه از اطلاعات را فراهم می‌کند که شرکت‌ها می‌توانند از آن برای مدیریت کلیه فرایندهای اصلی تجارت، از خرید تا تولید تا منابع انسانی استفاده کنند. این سیستم‌ها می‌توانند مبتنی بر ابر باشند و از طریق برنامه یا مرورگر در صورت تقاضا در دسترس باشند، یا به صورت نرم‌افزاری که روی رایانه‌های خاص یا سرورهای محلی نصب شده و اغلب به عنوان «پیش فرض» شناخته می‌شوند، در دسترس باشند.

### حسابداری مالیاتی
حسابداری مالیاتی در ایالات متحده بر تهیه، تجزیه و تحلیل و ارائه پرداخت‌های مالیاتی و اظهارنامۀ مالیاتی متمرکز است. سیستم مالیاتی ایالات متحده به استفاده از اصول حسابداری ویژه برای اهداف مالیاتی نیاز دارد که می‌تواند با اصول پذیرفته شده حسابداری (GAAP) برای گزارشگری مالی متفاوت باشد. قانون مالیات ایالات متحده چهار شکل اساسی مالکیت کسب‌وکار را شامل می‌شود: انحصار مالکیت شخصی، مشارکت، شرکت سهامی و شرکت با مسئولیت محدود درآمد شرکت‌ها و افراد با نرخ‌های مختلف مالیات می‌گیرند، هر دو با توجه به سطح درآمد متفاوت هستند و شامل نرخ‌های مختلف حاشیه ای (مالیات بر هر دلار درآمد اضافی) و نرخ‌های متوسط (به عنوان درصدی از درآمد کل تعیین می‌شوند).

### حسابداری قانونی
حسابداری قانونی یک حوزۀ تخصصی حسابداری است که مشارکت‌هایی را که ناشی از اختلافات یا دعاوی واقعی یا پیش‌بینی شده است، توصیف می‌کند. «پزشکی قانونی» به معنای «مناسب برای استفاده در دادگاه» است، و حسابداران دادگستری قانونی معمولاً طبق آن نتیجه استاندارد و بالقوه دارند.

### حسابداری مبارزات سیاسی
حسابداری مبارزات سیاسی با توسعه و اجرای سیستم‌های مالی و حسابداری معاملات مالی مطابق با قوانین حاکم بر عملیات مبارزات سیاسی سروکار دارد. این شاخه حسابداری اولین بار به‌طور رسمی در شماره مارس ۱۹۷۶ مجله حسابداری معرفی شد.
حسابداری دولتی: در کلیه سازمان‌ها و ادارات دولتی به عنوان حسابدار یا عامل ذی‌حساب
حسابداری بیمه: در مؤسسات بیمه
حسابداری بانک‌ها: در شعبه‌ها و سرپرستی بانک‌ها

## سازمان‌ها

### افراد حرفه‌ای
نهادهای حسابداری حرفه‌ای شامل مؤسسۀ حسابداران رسمی آمریکایی (AICPA) و ۱۷۹ عضو دیگر فدراسیون بین‌المللی حسابداران (IFAC)، از جمله مؤسسه حسابداران رسمی اسکاتلند (ICAS)، مؤسسه حسابداران رسمی پاکستان (ICAP) , CPA استرالیا، مؤسسۀ حسابداران خبرۀ هند، انجمن حسابداران خبره (ACCA) و مؤسسۀ حسابداران خبره در انگلیس و ولز (ICAEW). نهادهای حرفه‌ای برای زیرمجموعه‌های مشاغل حسابداری نیز وجود دارند، به عنوان مثال م Chartسسه حسابداران مدیریت (CIMA) در انگلیس و مؤسسه حسابداران مدیریت در ایالات متحده. بسیاری از این نهادهای حرفه‌ای آموزش و پرورش از جمله صلاحیت و مدیریت را برای نامگذاری‌های مختلف حسابداری، مانند حسابدار رسمی (AICPA) و حسابدار رسمی ارائه می‌دهند.

### شرکت‌ها
بسته به اندازه آن، ممکن است از نظر قانونی یک شرکت مجبور شود حسابرسی صورت‌های مالی خود را توسط یک حسابرس واجد شرایط انجام دهد، و معمولاً حسابرسی‌ها توسط شرکت‌های حسابداری انجام می‌شود.
شرکت‌های حسابداری در اواخر قرن نوزدهم و اوایل قرن بیستم در ایالات متحده و اروپا رشد کردند و از طریق چندین ادغام شرکت‌های بزرگ حسابداری بین‌المللی تا اواسط قرن بیستم وجود داشتند. ادغام‌های بزرگ دیگر در اواخر قرن بیستم منجر به تسلط بازار حسابرسی توسط شرکت‌های حسابداری "Big Five" شد: آرتور آندرسن، دلویت، ارنست و یانگ، KPMG و پرایس واترهاوس کوپرز. درگذشت آرتور آندرسن به دنبال رسوایی انرون، پنج بزرگ را به چهار بزرگ تقلیل داد.

### تنظیم کنندگان استاندارد
اصول پذیرفته‌شدۀ حسابداری (GAAP) استانداردهای حسابداری است که توسط نهادهای نظارتی ملی صادر می‌شود. بعلاوه، هیئت استانداردهای حسابداری بین‌المللی (IASB) استانداردهای بین‌المللی گزارشگری مالی (IFRS) را که توسط ۱۴۷ کشور اجرا می‌شود، صادر می‌کند. در حالی که استانداردهای حسابرسی و اطمینان بین‌المللی، اخلاق، آموزش و حسابداری بخش دولتی همه توسط تابلوهای تنظیمات استاندارد مستقل پشتیبانی شده توسط IFAC تنظیم می‌شوند. هیئت استانداردهای بین‌المللی حسابرسی و اطمینان استانداردهای بین‌المللی را برای حسابرسی، اطمینان و کنترل کیفیت تعیین می‌کند. هیئت استانداردهای اخلاق بین‌المللی برای حسابداران (IESBA) اصول اخلاقی حسابهای حرفه‌ای مبتنی بر اصول بین‌المللی را تنظیم می‌کند. هیئت استانداردهای آموزش بین‌المللی حسابداری (IAESB) استانداردهای حرفه‌ای آموزش حسابداری را تعیین می‌کند. هیئت استانداردهای حسابداری بین‌المللی بخش عمومی (IPSASB) استانداردهای حسابداری بین‌المللی بخش دولتی مبتنی بر تعهدی را تعیین می‌کند
سازمانها در هر کشور ممکن است استانداردهای حسابداری ویژه کشورها را صادر کنند. به عنوان مثال، در ایالات متحده هیئت استانداردهای حسابداری مالی (FASB) بیانیه‌های استانداردهای حسابداری مالی را که اساس GAAP ایالات متحده را تشکیل می‌دهند، صادر می‌کند و در انگلستان شورای گزارشگری مالی (FRC) استانداردهای حسابداری را تعیین می‌کند. با این حال، از سال ۲۰۱۲ «همه اقتصادهای بزرگ» برنامه‌هایی برای همگرایی یا پذیرش IFRS دارند.

## آموزش، کارآموزی و مدارک

### درجه
حداقل مدرک لیسانس در رشتۀ حسابداری یا یک رشتۀ مرتبط برای اکثر موقعیت‌های شغلی حسابدار و حسابرس مورد نیاز است و برخی از کارفرمایان متقاضیان تحصیلات کارشناسی ارشد را ترجیح می‌دهند. همچنین ممکن است مدرک حسابداری برای عضویت در نهادهای حسابداری حرفه‌ای مورد نیاز باشد، یا برای تحقق الزامات مورد استفاده قرار گیرد. به عنوان مثال، تحصیلات در طول مدرک حسابداری می‌تواند برای تحقق شرط ۱۵۰ ترم مؤسسه آمریکایی CPA (AICPA) استفاده شود. یا حسابداری
برای ادامۀ کار در دانشگاه حسابداری، به عنوان مثال برای کار به عنوان استاد دانشگاه در حسابداری، مدرک دکترا لازم است. دکترای فلسفه (PhD) و دکتر مدیریت بازرگانی (DBA) محبوب‌ترین مدارک هستند. دکترا رایج‌ترین مدرک تحصیلی برای کسانی است که مایل به ادامه کار در دانشگاه هستند، در حالی که برنامه‌های DBA به‌طور کلی بر تجهیز مدیران بازرگانی برای مشاغل یا مشاغل عمومی که نیاز به مهارت و مهارت تحقیق دارند، متمرکز هستند.

### صلاحیت‌های حرفه‌ای
مدارک حسابداری حرفه‌ای شامل نام‌های حسابدار رسمی و سایر مدارک از جمله گواهینامه‌ها و مدارک تحصیلی است. در اسکاتلند، حسابداران رسمی ICAS تحت توسعه مداوم حرفه‌ای قرار می‌گیرند و از اصول اخلاقی ICAS پیروی می‌کنند. در انگلیس و ولز، حسابداران مستند ICAEW دوره‌های آموزشی سالانه را می‌گذرانند، و به قوانین اخلاقی ICAEW ملزم هستند و مشمول مراحل انضباطی آن هستند.
در ایالات متحده، الزامات عضویت در AICPA به عنوان یک حسابدار رسمی رسمی توسط هیئت حسابداری هر ایالت تعیین می‌شود و اعضا توافق می‌کنند که قوانین رفتار و آیین‌نامه AICPA را رعایت کنند.
ACCA بزرگ‌ترین نهاد حسابداری جهانی با بیش از ۳۲۰٬۰۰۰ عضو است و این سازمان "جریان IFRS" و "جریان UK" را ارائه می‌دهد. دانش آموزان باید در مجموع ۱۴ آزمون را پشت سر بگذارند که در سه مقاله تنظیم شده‌اند.

## پژوهش
تحقیقات حسابداری تحقیق در مورد تأثیرات رویدادهای اقتصادی بر روند حسابداری، تأثیرات اطلاعات گزارش شده در رویدادهای اقتصادی و نقش حسابداری در سازمان‌ها و جامعه است. این حوزه طیف گسترده‌ای از زمینه‌های تحقیقاتی از جمله حسابداری مالی، حسابداری مدیریت، حسابرسی و مالیات را در بر می‌گیرد.
تحقیقات حسابداری توسط محققان دانشگاهی و حسابداران عملی انجام می‌شود. روش‌ها در تحقیقات حسابداری دانشگاهی شامل تحقیقات بایگانی است که «داده‌های عینی جمع‌آوری شده از مخازن» را بررسی می‌کند. تحقیقات تجربی، که داده‌های «محقق جمع‌آوری شده با استفاده از درمان برای افراد» را بررسی می‌کند. تحقیقات تحلیلی، «مبتنی بر عمل الگوسازی رسمی نظریه‌ها یا اثبات عقاید از نظر ریاضی» است. تحقیقات تفسیری، که بر نقش زبان، تفسیر و درک در عملکرد حسابداری تأکید دارد، «برجسته سازی ساختارهای نمادین و مضامین پذیرفته شده که جهان را به روشهای مشخص الگوی خود قرار می‌دهند». تحقیقات مهم، که بر نقش قدرت و تعارض در عملکرد حسابداری تأکید دارد. مطالعات موردی شبیه‌سازی رایانهای؛ و تحقیقات میدانی.
اسناد مطالعات تجربی حاکی از آن است که مجلات معتبر حسابداری در مقایسه با مجلات قابل مقایسه در اقتصاد و سایر رشته‌های تجاری در کل مقالات پژوهشی کمتری منتشر می‌کنند و در نتیجه، محققان حسابداری در انتشار آکادمیک نسبت به همتایان دانشکده بازرگانی خود موفقیت کمتری دارند. با توجه به نرخ انتشار متفاوت بین حسابداری و سایر رشته‌های تجاری، یک مطالعه اخیر بر اساس رتبه‌بندی نویسندگان دانشگاهی نتیجه گرفته است که ارزش رقابتی یک نشریه در یک ژورنال دارای بالاترین رتبه در حسابداری و کمترین در بازاریابی است.

## رسوایی‌ها
سال ۲۰۰۱ شاهد یک سری کلاهبرداری در زمینه اطلاعات مالی بود که شامل Enron، شرکت حسابرسی آرتور آندرسن، شرکت ارتباطات از راه دور WorldCom , Qwest و Sunbeam، در میان شرکت‌های معروف دیگر بود. این مشکلات لزوم بررسی اثربخشی استانداردهای حسابداری، مقررات حسابرسی و اصول حاکمیت شرکتی را برجسته می‌کند. در برخی موارد، مدیریت برای نشان دادن عملکرد اقتصادی بهتر، ارقام نشان داده شده در گزارش‌های مالی را دستکاری می‌کند. در برخی دیگر، مشوق‌های مالیاتی و نظارتی، اهرم فشار بیش از حد شرکت‌ها و تصمیمات را برای داشتن ریسک خارق‌العاده و غیر موجه تشویق می‌کنند.
رسوایی Enron عمیقاً بر ایجاد مقررات جدید برای بهبود قابلیت اطمینان گزارشگری مالی تأثیر گذاشت و آگاهی عمومی را در مورد اهمیت داشتن استانداردهای حسابداری که واقعیت مالی شرکت‌ها و عینی بودن و استقلال شرکت‌های حسابرسی را نشان می‌دهد، افزایش داد.
رسوایی انرون علاوه بر بزرگ‌ترین سازماندهی مجدد ورشکستگی در تاریخ آمریکا، بدون شک بزرگ‌ترین شکست حسابرسی باعث انحلال آرتور آندرسن است که در آن زمان یکی از پنج شرکت بزرگ حسابداری در جهان بود. پس از یک سری افشاگری‌ها درمورد رویه‌های حسابداری نامنظم که در طول دهه ۱۹۹۰ انجام شد، Enron در دسامبر ۲۰۰۱ درخواست حمایت از ورشکستگی فصل ۱۱ را ارائه داد.
یکی از پیامدهای این حوادث تصویب قانون Sarbanes – Oxley در ایالات متحده ۲۰۰۲ بود، در نتیجه اولین پذیرش رفتارهای متقلبانه توسط Enron. این عمل به‌طور قابل توجهی مجازات‌های کیفری را برای کلاهبرداری در اوراق بهادار، برای تخریب، تغییر یا جعل سوابق در تحقیقات فدرال یا هرگونه طرح یا اقدام به کلاهبرداری از سهامداران افزایش می‌دهد.

## تقلب و خطا
کلاهبرداری در حسابداری، تحریف یا حذف عمدی سوابق حسابداری توسط مدیریت یا کارمندان است که شامل استفاده از فریب است. این یک عمل مجرمانه و نقض جرائم مدنی است. این ممکن است شامل تبانی با اشخاص ثالث باشد.
خطای حسابداری عبارت است از تحریف یا حذف اشتباه غیرعمدی سوابق حسابداری، به عنوان مثال برداشت غلط از حقایق، اشتباه در پردازش داده‌ها یا نظارت‌هایی که منجر به برآورد نادرست می‌شود. اعمالی که منجر به خطاهای حسابداری می‌شوند کیفری نیستند اما ممکن است قانون مدنی را نقض کنند، به عنوان مثال، جرم سهل انگاری.
مسئولیت اصلی پیشگیری و کشف تقلب و خطاها بر عهده مدیریت واحد تجاری است.
حساب داری علم محاسبات است